# 王福耀
王福耀（1954年—），羌族，中华人民共和国政治人物、第十一届全国政协委员。
加入中国共产党，担任四川省阿坝藏族羌族自治州人大常委会主任、党组书记。2008年，当选第十一届全国政协委员，代表少数民族界，分入第五十组。